# Silverpilen
Silverpilen (dansk: Sølvpilen) er kælenavnet for et metrotog bestående af vogntypen C5. Det var en prototype, som daværende AB Stockholms Spårvägar bestillte af Hägglunds i Örnsköldsvik, og som anvendtes i Stockholms Tunnelbana i periode på 30 år (1966-1996).